# Bulbophyllum cootesii
Bulbophyllum cootesii é uma espécie de orquídea (família Orchidaceae) pertencente ao gênero Bulbophyllum. Foi descrita por Mark Alwin Clements em 1999.